# A Lyga de 2016
A Lyga de 2016 foi a 27ª edição da A Lyga (campeonato lituano de futebol). A competição foi realizada de março a novembro e teve como campeão o FK Žalgiris Vilnius.

## Classificação geral

### 28 rodadas
Depois de 28 rodadas:
- Há seis equipes restantes na luta.

| Pos | Equipes            | J  | V  | E | D  | GM | GS | SG  | Pts | Anotações               |
| --- | ------------------ | -- | -- | - | -- | -- | -- | --- | --- | ----------------------- |
| 1.  | Žalgiris Vilnius   | 28 | 21 | 3 | 4  | 62 | 22 | +40 | 66  | Eu entrei no 5º círculo |
| 2.  | Trakai             | 28 | 18 | 4 | 6  | 47 | 22 | +25 | 58  | Eu entrei no 5º círculo |
| 3.  | Sūduva Marijampolė | 28 | 15 | 6 | 7  | 42 | 32 | +10 | 51  | Eu entrei no 5º círculo |
| 4.  | Atlantas           | 28 | 15 | 6 | 7  | 35 | 25 | +13 | 51  | Eu entrei no 5º círculo |
| 5.  | Lietava            | 28 | 7  | 8 | 13 | 28 | 4  | +16 | 23  | Eu entrei no 5º círculo |
| 6.  | Stumbras Kaunas    | 28 | 7  | 6 | 15 | 35 | 52 | -17 | 27  | Eu entrei no 5º círculo |
|     |                    |    |    |   |    |    |    |     |     |                         |
| 7.  | Utenis             | 28 | 4  | 4 | 20 | 24 | 47 | -23 | 16  | Play off                |
|     |                    |    |    |   |    |    |    |     |     |                         |
| 8.  | Kauno Žalgiris     | 28 | 2  | 9 | 17 | 23 | 55 | -32 | 15  |                         |

### 33 rodadas
Depois de 33 rodadas: 
| Pos | Equipes            | Pts | J  | V  | E | D  | GM | GS | SG  | Anotações                                         |
| --- | ------------------ | --- | -- | -- | - | -- | -- | -- | --- | ------------------------------------------------- |
| 1.  | Žalgiris Vilnius   | 76  | 33 | 24 | 4 | 5  | 74 | 29 | +45 | Play-offs da Liga dos Campeões da UEFA de 2017–18 |
| 2.  | Trakai             | 67  | 33 | 20 | 7 | 6  | 55 | 26 | +29 | Play-offs da Liga Europa da UEFA de 2017–18       |
| 3.  | Sūduva Marijampolė | 58  | 33 | 17 | 7 | 9  | 55 | 41 | +14 | Play-offs da Liga Europa da UEFA de 2017–18       |
| 4.  | Atlantas           | 56  | 33 | 16 | 8 | 9  | 42 | 32 | +10 | Play-offs da Liga Europa da UEFA de 2017–18       |
| 5.  | Stumbras Kaunas    | 33  | 33 | 8  | 9 | 16 | 43 | 63 | −20 |                                                   |
| 6.  | Lietava            | 32  | 33 | 8  | 8 | 17 | 35 | 58 | −23 |                                                   |
|     |                    |     |    |    |   |    |    |    |     |                                                   |
| 7.  | Utenis             | 16  | 28 | 4  | 4 | 20 | 24 | 47 | −23 |                                                   |
| 8.  | Kauno Žalgiris     | 15  | 28 | 2  | 9 | 17 | 23 | 55 | −32 |                                                   |

## Premiação
| Campeão                       |
| ----------------------------- |
| Žalgiris Vilnius (7.° título) |

## Play off
Primeiro jogo:
| 29 outubro 2016 | Palanga                                       | 2 – 3     | Utenis Utena                                                        | Estádio Palanga             |
| 14:00           | Donatas Navikas 74' · Mindaugas Bagužis 90+5' | Relatório | Ihor Poruchynskyy 2' · Ihor Poruchynskyy 44' · Yuriy Vereshchak 54' | Árbitro: Robertas Valikonis |

Segundo jogo:
| 6 novembro 2016 | Utenis Utena | 0 – 1     | Palanga   | Estádio Visginas               |
| 14:00           |              | Relatório | Juška 33' | Árbitro: Manfredas Lukjančukas |

A pontuação foi 3-3.
Utenis passou por causa dos gols marcados como visitante.
os visitantes